# Gymnosporangium turkestanicum
Gymnosporangium turkestanicum är en svampart som beskrevs av Tranzschel 1939. Gymnosporangium turkestanicum ingår i släktet Gymnosporangium och familjen Pucciniaceae.   Inga underarter finns listade i Catalogue of Life.